# Jindo-eup
Jindo-eup (koreanska: 진도읍) är en köping i kommunen Jindo-gun i provinsen Södra Jeolla i den sydvästra delen av Sydkorea, 350 km söder om huvudstaden Seoul. Den ligger på norra delen av ön Jindo och är kommunens administrativa huvudort.